# 紀保羅
紀保羅，又譯基保羅，外籍香港男演員，爲影視綠葉演員，以特約演員身份參與演出，在八至九十年代專飾演警隊鬼頭上司角色，近年主要拍攝無綫電視劇集，經常飾演神父、法官、高官等角色。

## 簡介
紀保羅於香港長大，故懂得講流利粵語和寫中文文章，從大約1980年代或更早開始擔任電影和電視特約演員，並於亞洲電視及無綫電視拍劇，為比河國榮更早出道的香港外籍藝員，常於劇集中飾演懂得說廣東話的洋人角色。較為人熟悉的演出有1992年為無綫重頭劇之《大時代》，飾演映射澳門賭王何鴻燊的「賀新」一角。
紀保羅於2009年因在《巾幗梟雄》飾演「白朗大夫」而曾經被網民留意，而這個角色也在討論區和社交媒體被討論和被設立粉絲專頁，更因角色和演員初時沒有被列在片尾名單上而被部份網民表示不滿。後來角色有在其後的集數被列出，而紀保羅雖然非無綫合約藝人，但亦被邀請出席電視台《東張西望》大結局播影活動《巾幗梟雄會》，並在台上感謝無綫讓他演出這個角色。
近年於劇中擔任比較重戲份的角色有《福爾摩師奶》的「莊遜波特」（Mr. Potter）。

## 演出作品

### 電視劇 (無綫電視)
| 年份       | 劇名               | 角色                    |
| 1981年     | 富貴榮華           | 船 長                   |
| 1982年     | 男子漢             |                         |
| 1982年     | 香城浪子           | Mr. Ray                 |
| 1982年     | 萬水千山總是情     | 法國領事                |
| 1983年     | 天降財神           | Zorba                   |
| 1983年     | 再見十九歲         | Pierre                  |
| 1983年     | 老洞               |                         |
| 1984年     | 鹿鼎記             | 湯若望                  |
| 1985年     | 挑戰               | 皮亞馬利                |
| 1986年     | 神勇CID            |                         |
| 1986年     | 賊公阿牛           |                         |
| 1986年     | 孖寶太子           | Mr. Wo                  |
| 1986年     | 小島風雲           |                         |
| 1986年     | 赤腳紳士           | Mr. Brown               |
| 1986年     | 城市故事           | 鄧先生                  |
| 1986年     | 靜待黎明           | Wilson                  |
| 1987年     | 獵鯊行動           |                         |
| 1988年     | 鬥氣一族           | Mike                    |
| 1989年     | 義不容情           | Mr. Brown               |
| 1992年     | 大时代             | 賀 新                   |
| 2006年     | 潮爆大狀           | Mr. Peterson            |
| 2007年     | 同事三分親         | 周 生（第60集）         |
| 2007年     | 同事三分親         | 言氏高層（第154集）     |
| 2007年     | 同事三分親         | 廖 生（第292集）        |
| 2008年     | 金石良緣           | 證婚官                  |
| 2008年     | ID精英             | 警 員                   |
| 2009年     | 巾幗梟雄           | 白朗大夫                |
| 2009年     | 老婆大人II         | 證婚人                  |
| 2009年     | 烈火雄心3          | 保 安                   |
| 2009年     | 老友狗狗           | 警 司（第19集）         |
| 2010年     | 五味人生           | 羅拔臣                  |
| 2010年     | 畢打自己人         | Mr. Johnson（第268集）  |
| 2010年     | 巾幗梟雄之義海豪情 | 麥院長                  |
| 2011年     | 隔離七日情         | 外籍住客（第1集）       |
| 2011年     | 女拳               | 神 父（第27集）         |
| 2011年     | 我的如意狼君       | 佟老爺（第7集）         |
| 2012年     | 怒火街頭2          | 法 官（第20集）         |
| 2012年     | 雷霆掃毒           | 醫 生（第9集）          |
| 2012年     | 名媛望族           | 法 官（第9集）          |
| 2013年     | 神探高倫布         | 甘神父（第17集）        |
| 2014年     | 廉政行动2014       | Mr. Lawrence（單元五）  |
| 2015年     | 四個女仔三個BAR    | 當事人（第1集）         |
| 2015年     | 收規華             | David（第10、20集）     |
| 2015年     | 梟雄               | 法 官                   |
| 2015年     | 愛·回家            | 余 暉（第752集）        |
| 2016年     | 廉政行动2016       | 代表律師                |
| 2016年     | 律政强人           | Dicky                   |
| 2016年     | 愛·回家之八時入席  | 蔡高官（第172集）       |
| 2017年     | 賭城群英會         | 泰 叔                   |
| 2017年     | 踩過界             | 律 師                   |
| 2017年     | 同盟               | 陳 官                   |
| 2017年     | 誇世代             | 神 父                   |
| 2018年     | 逆緣               | 法 官                   |
| 2018年     | 兄弟               | 霍耀聰                  |
| 2019年至今 | 愛·回家之開心速遞  | 神 父（第597集）        |
| 2019年至今 | 愛·回家之開心速遞  | 院 友（第840集）        |
| 2019年至今 | 愛·回家之開心速遞  | 史屈保（第905集）       |
| 2019年至今 | 愛·回家之開心速遞  | 廸生哥（第1075集）      |
| 2019年至今 | 愛·回家之開心速遞  | 莊遜先生（第1156集）    |
| 2019年至今 | 愛·回家之開心速遞  | 候賽因（第1210集）      |
| 2019年至今 | 愛·回家之開心速遞  | 利 總（第1573集）       |
| 2019年至今 | 愛·回家之開心速遞  | Liza父（第1668集）      |
| 2019年至今 | 愛·回家之開心速遞  | 假梅賽（第1818集）      |
| 2019年至今 | 愛·回家之開心速遞  | Mr. Pierre（第2055集）  |
| 2019年至今 | 愛·回家之開心速遞  | 馬老闆（第2116集）      |
| 2019年至今 | 愛·回家之開心速遞  | 聖誕老人（第2167集）    |
| 2019年至今 | 愛·回家之開心速遞  | Kenyummy（第2223集）    |
| 2019年至今 | 愛·回家之開心速遞  | 使 節（第2457、2458集） |
| 2019年     | 福爾摩師奶         | 莊遜波特（Mr. Potter）  |
| 2019年     | 好日子             | 校 長                   |
| 2019年     | 十二傳說           | 盧神父                  |
| 2019年     | 白色強人           | 富 豪                   |
| 2019年     | 街坊財爺           | 石留山                  |
| 2020年     | 黃金有罪           | 法 官（第25集）         |
| 2020年     | 那些我愛過的人     | 警 官                   |
| 2020年     | 殺手               | 經理人                  |
| 2020年     | 過街英雄           | Dr. Thomas              |
| 2021年     | 陀槍師姐2021       | 神 父                   |
| 2021年     | 伙記辦大事         | 蔣Sir                   |
| 2021年     | 逆天奇案           | 魏豐董事                |
| 2021年     | 七公主             | 法 官                   |
| 2022年     | 金宵大廈2          | 院 長                   |
| 2022年     | 白色強人II         | John Solomon            |
| 2024年     | 飛常日誌           | Mr. Solomon             |
| 2024年     | 再見·枕邊人        | 保 安                   |
| 2024年     | 逆天奇案2          | Professor Lui           |
| 2024年     | 黑色月光           | 鍾醫生                  |

### 電視劇 (亞洲電視)
| 年份   | 劇名               | 角色       |
| 1983年 | 101拘捕令          | 警 司      |
| 1989年 | 上海風雲之危城歲月 |            |
| 1991年 | 豪門               |            |
| 1992年 | 本是同根           |            |
| 1992年 | 勝者為王II天下無敵 | Mr. Benson |
| 1993年 | 槍神               | 警 司      |

### 電影
| 年份   | 劇名               | 角色                 |
| 1985年 | 青春差館           | Paul Smith（林警司） |
| 1988年 | 好女十八嫁         | Paul Edwards         |
| 1991年 | 香港奇案之黑錢年代 | Robinson（羅警司）   |
| 1992年 | 蠍子之策反行動     | 警 官                |
| 1992年 | 特區愛奴           | Mr. Sandos           |
| 1993年 | 梟雄未路           |                      |
| 1993年 | 蠍子之滅殺行動     | 警 官                |
| 1993年 | 臥底風雲           |                      |
| 1995年 | 城市炸彈           | 警 官                |
| 1997年 | 高度戒備           | 馬場保安             |

### 電視節目
| 年份   | 節目名               | 性質               |
| 2009年 | 東張西望：巾幗梟雄會 | 參與大結局播影活動 |